# 12539 Chaikin
12539 Chaikin è un asteroide della fascia principale. Scoperto nel 1998, presenta un'orbita caratterizzata da un semiasse maggiore pari a 2,7351364 UA e da un'eccentricità di 0,0608334, inclinata di 3,73496° rispetto all'eclittica.